# Clausicella xanthocera
Clausicella xanthocera är en tvåvingeart som först beskrevs av Richter 1972.  Clausicella xanthocera ingår i släktet Clausicella och familjen parasitflugor. Inga underarter finns listade i Catalogue of Life.